# BWT X Oberösterreichische Arena
Die BWT X Oberösterreichische Arena ist ein Fußballstadion in der österreichischen Stadt Ried im Innkreis, Bundesland Oberösterreich. Seit seiner Eröffnung 2003 ist es die Heimspielstätte und heute im Besitz des Fußballvereins SV Ried.

## Geschichte
Die BWT X Oberösterreichische Arena wurde auf dem Areal der Rieder Messe errichtet und bietet 7.300 Zuschauern Platz. Sie ersetzte damit das Rieder Stadion als Heimstadion der SV Ried, welches nur über rund 1.100 Sitzplätze verfügt. Das Rieder Stadion wird allerdings weiterhin für Leichtathletikwettbewerbe und Training der SV Ried genutzt.
Die Zuschauerränge der Josko Arena sind vollkommen überdacht und es ist ein reines Fußballstadion. Das bedeutet, dass es keine Leichtathletikanlage um das Spielfeld gibt und die Zuseher direkt neben dem Spielfeld sitzen oder stehen. Dadurch wird eine bessere Atmosphäre garantiert als in einem weitläufigen Areal. Das Stadion besitzt einen V.I.P.-Bereich, welcher 2013 auf 500 Sitzplätze ausgebaut wurde und nun über zwei Preiskategorien verfügt, sowie Pressearbeitsplätze mit Glasfaser-Internetanschluss. Auf der Westtribüne, die sich hinter einem der beiden Tore befindet und als Stehplatztribüne fungiert, sind die Fanclubs der SV Ried vertreten. Der Auswärtssektor, der rund 600 Zuschauern Platz bietet, besteht ebenfalls aus Stehplätzen.
Im Sommer 2013 erhielt die Arena eine Rasenheizung, im Sommer 2015 wurde das Flutlicht auf 1.200 Lux Beleuchtungsstärke aufgerüstet. Seit der Saison 2016/17 besitzt das Stadion den Fussl Wikinger Corner, einen rauchfreien Familiensektor mit insgesamt 376 Sitzplätzen.

## Name
Der Namenssponsor war von Juni 2018 bis Juli 2023 der Fenster- und Türenproduzent Josko, der in Kopfing im Innkreis ansässig ist. Mitte 2023 wurde das Stadion in Innviertel Arena umbenannt, der bisherige Namensgeber Josko blieb dem Verein als Sponsor erhalten. Im Juli 2025, vor dem Start in die Bundesliga-Saison 2025/26, wurde der neue Name "BWT X Oberösterreichische Arena", nach der BWT AG und der Oberösterreichische Versicherung, im Rahmen einer Pressekonferenz präsentiert. Die Zusammenarbeit ist langfristig ausgelegt und soll unabhängig von der Ligazugehörigkeit des Vereins bestehen bleiben.